# Seznam klavírních sonát Ludwiga van Beethovena
Soubor 32 klavírních sonát Ludwiga van Beethovena patří mezi stěžejní díla klavírní literatury. Beethoven je psal průběžně téměř celý život a velmi zřetelně se v nich odrážejí jeho různá tvůrčí období. Zároveň dochází k vývoji sonáty jako hudební formy, od klasicistní podoby navazující na Haydna a Mozarta po začínající romantismus.
Beethoven sonáty zpočátku sdružoval do sbírek po dvou až třech kusech. První takovou sbírkou byly tři tzv. Kurfiřtské sonáty (WoO 47), které napsal v letech 1782-1783, kdy mu bylo dvanáct let. Toto rané dílo ještě nemá opusové číslo a obvykle nebývá řazeno k ostatním sonátám. První sbírka opatřená opusovým číslem (Op. 2) byla vydána v roce 1796. Od roku 1804 už byly nové sonáty vydávány vždy samostatně, poslední z nich v roce 1822.
Některé sonáty mají také obecně vžité názvy, které však většinou nepocházejí od samotného Beethovena. Často mají původ v poznámce vydavatele či hudebního kritika, někdy vznikly a ujaly se až po Beethovenově smrti. Bývají odvozené od charakteru a působení díla (nebo jen jedné věty - např. Měsíční svit), typického motivu (Kukaččí) či dedikace (Valdštejnská).
Prvním klavíristou, který v rámci koncertního cyklu zahrál zpaměti všechny Beethovenovy klavírní sonáty, byl Hans von Bülow. Po něm to zopakoval až v roce 1927 Artur Schnabel, který také v polovině 30. let jako první pořídil nahrávky všech sonát.

## Sonáty
| pořadí | opus číslo | tónina   | název             | rok vzniku |
| ------ | ---------- | -------- | ----------------- | ---------- |
| 1      | 2/1        | f moll   | Malá Appassionata | 1793–95    |
| 2      | 2/2        | A dur    |                   | 1794–95    |
| 3      | 2/3        | C dur    |                   | 1794–95    |
| 4      | 7          | Es dur   |                   | 1796–97    |
| 5      | 10/1       | c moll   |                   | 1795–97    |
| 6      | 10/2       | F dur    |                   | 1796–97    |
| 7      | 10/3       | D dur    |                   | 1797–98    |
| 8      | 13         | c moll   | Patetická         | 1797–98    |
| 9      | 14/1       | E dur    |                   | 1798–99    |
| 10     | 14/2       | G dur    |                   | 1799       |
| 11     | 22         | B dur    |                   | 1800       |
| 12     | 26         | As dur   | Smuteční pochod   | 1800–01    |
| 13     | 27/1       | Es dur   |                   | 1800–01    |
| 14     | 27/2       | cis moll | Měsíční svit      | 1801       |
| 15     | 28         | D dur    | Pastorální        | 1801       |
| 16     | 31/1       | G dur    |                   | 1802       |
| 17     | 31/2       | d moll   | Bouře             | 1802       |
| 18     | 31/3       | Es dur   | Lovecká           | 1802       |
| 19     | 49/1       | g moll   |                   | 1797       |
| 20     | 49/2       | G dur    |                   | 1795–96    |
| 21     | 53         | C dur    | Valdštejnská      | 1803–04    |
| 22     | 54         | F dur    |                   | 1804       |
| 23     | 57         | f moll   | Appassionata      | 1804–05    |
| 24     | 78         | Fis dur  | Terezina          | 1809       |
| 25     | 79         | G dur    | Kukaččí           | 1809       |
| 26     | 81a        | Es dur   | Les adieux        | 1809–10    |
| 27     | 90         | e moll   |                   | 1814       |
| 28     | 101        | A dur    |                   | 1816       |
| 29     | 106        | B dur    | Hammerklavier     | 1816–18    |
| 30     | 109        | E dur    |                   | 1820       |
| 31     | 110        | As dur   |                   | 1821–22    |
| 32     | 111        | c moll   |                   | 1821–22    |